# Tredje Mannen
Tredje Mannen var en svensk new wave-grupp bildad 1980 i Stockholm av Sten "Pocke" Öhrström (sång, gitarr) och Mats Lindberg (synthesizer).
Lindberg var med i rockbandet Trettioåriga Kriget och Öhrström i Nerv och de hade tidigare spelat tillsammans i bandet Delirium. Duon blev intresserade av att skapa en mer sparsamt instrumenterad musik med synthesizers och trummaskin och bildade Tredje Mannen.
Efter att ha spelat in en demo fick gruppen skivkontrakt med Sonet Records och debuterade 1982 med singeln Cul-de-sac som snabbt följdes av ett album med samma titel.
Året därpå utökades gruppen med Christian Callert (trummor) och de gav ut albumet Blå drömmar.
Gruppen blev uppmärksammade för sin synthbaserade musik, de turnerade och började spela in ett nytt album. Sonet drog sig emellertid ur planerna på att ge ut det, och albumet Glöder eld gavs ut på gruppens egen etikett 1986.
Gruppen hade ett flertal spelningar på bland annat inneställen i Stockholm, men efter att ha spelat in singeln Faces and voices 1988 beslutade bandet att lägga ned verksamheten.

## Diskografi

### Album
- Cul-de-sac 1982
- Blå drömmar 1983
- Glöder eld 1986

### Singlar
- Cul-de-sac 1982
- Augustikvällar 1982
- Péripétie 1983
- Varma lögner 1984
- Bilder 1985
- Minns i november 1985
- Drömmar av silver 1986
- Faces and voices 1988